# Algidia hoggi
Algidia hoggi is een hooiwagen uit de familie Triaenonychidae. .